# 雙色龍氏鯨頭魚
雙色龍氏鯨頭魚為輻鰭魚綱金眼鯛目紅口倣鯨科的其中一種，分布於西大西洋區，從美國北卡羅來納州至蘇利南海域，屬深海魚類，棲息深度可達3003公尺，體長可達11.2公分。
种名 bicolor 意为“二色的”。